# Coordination internationale des partis et organisations révolutionnaires
Ne doit pas être confondu avec Conférence internationale des partis et organisations marxistes-léninistes.
 (juin 2022).
 (février 2018).

logo icor

La Coordination internationale des partis et organisations révolutionnaires (ICOR) est une organisation regroupant plus de 50 partis et organisations communiste fondée le 6 octobre 2010.
L'initiative pour fonder l'ICOR, prise au sein de la Conférence internationale des partis et organisations marxistes-léninistes (correspondance de presse internationale).

## Objectifs
L'objectif de l'ICOR est de vaincre le système mondial impérialiste par une transformation révolutionnaire et d'établir la dictature du prolétariat. L'ICOR est ouverte à toute autre organisation poursuivant les mêmes objectifs: 

## Pour l'unité des révolutionnaires dans le monde
Au sein de l'ICOR, des organisations sont unies et travaillent sur un pied d'égalité, tout en étant de différentes tailles, de différentes compositions, mais aussi en ayant des principes politiques et idéologiques parfois différents. La mise en place de l'ICOR en tant que coalition d'organisations communistes avec des programmes différents a été vue comme un pas en avant pour surmonter les divisions qui existent dans le mouvement révolutionnaire et marxiste-léniniste.
Selon l'ICOR, la construction d'une ligne politique et idéologique est un long processus fondé sur des expériences communes et partagées. La coopération commence par quelques questions essentielles pour aller vers une coopération sur toutes les questions essentielles.
L'hétérogénéité de l'organisation a sa source dans la division et la fragmentation du mouvement mondial des travailleurs et des marxistes-léninistes depuis le 20ème Congrès du Parti Communiste de l'Union soviétique en 1956 et dans l'évolution différente des conditions sociales dans de nombreux pays.

## Journées internationales de lutte
L'ICOR s'est mise d'accord sur 4 journées internationales de lutte qui sont célébrées chaque année simultanément par les différentes organisations à travers le monde.
1. Le Premier mai comme journée internationale de lutte de la classe ouvrière
2. Le 8 mars comme journée internationale de lutte pour la libération de la femme.
3. Dans chaque pays dont les organisations sont membres, selon sa tradition, a lieu une journée internationale de lutte, le 8 mai, le 6 août ou bien le 1er septembre, contre le fascisme et la guerre.
4. Début décembre a lieu la journée internationale de lutte pour la sauvegarde de l’environnement naturel.

## Soutien et organisation des luttes dans le monde
L'ICOR apporte son soutien aux luttes contre le capitalisme dans chaque pays et contribue à les coordonner. Les multiples résolutions, l'envoi de délégations et d'autres activités en témoignent sur le site web.
L'ICOR soutient en particulier des regroupements et conférences de masses comme la Conférence internationale des ouvriers de l'automobile, la Conférence internationale des mineurs, La Conférence internationale des paysans, L’Échange international entre travailleurs dans les ports et la Conférence mondiale des Femmes de la base.
« Avec l’organisation d’ouvriers industriels dans un système de production organisé au niveau mondial, une nouvelle couche s’est formée au sein de la classe ouvrière internationale que nous avons décrite comme prolétariat industriel international. Ce prolétariat industriel international est lié très étroitement par delà les frontières, ce qui, dans les conditions capitalistes, est aussi lié à un nouveau niveau de concurrence à l’échelle internationale.
Pour établir la supériorité stratégique du prolétariat industriel international sur les super monopoles dominants agissant au niveau international, la tâche la plus importante consiste à surmonter la division du prolétariat industriel international.
Ceci exige un niveau plus élevé de conscience de classe, d’organisation internationale et de combativité.... A cette fin, il faut coordonner la lutte de classe par delà les frontières et la révolutionnariser au cours de ce processus » (Discours d'introduction de Stefan Engel à la conférence régionale préparatoire de l'ICOR en Asie, 2009) 

## Solidaire avec les peuples en lutte

### Le peuple Kurde

#### Pour la reconstruction de Kobanê
En 2015 l'ICOR a organisé les Brigades Internationales pour contribuer à la reconstruction de la ville Kurde syrienne, Kobanê, qui avait subi beaucoup de dégâts causés par de lourdes attaques de l’organisation État islamique. De juin à octobre 2015, 177 brigadistes internationales-aux humanitaires bénévoles de 10 pays ont aidé à la construction d'un nouvel hôpital. Le documentaire Assurer la victoire !, visible sur Youtube, raconte cette action de solidarité internationale. L'hôpital fonctionne et des milliers de bébés sont nés dans la maternité. L'engagement continue encore actuellement avec une collecte de dons et la mise en place d'un approvisionnement en énergie solaire, pour des raisons d'autonomie et d'écologie de l'hôpital,,,.
« Pour la première fois, en plus des 4 journées d’action communes de l’ICOR une journée d’action mondiale de l’ICOR fut réalisée sur tous les continents.»: Le 21 mars 2018 a eu lieu la Journée d’action mondiale des ICOR/ILPS (International league of peoples struggle) : «Afrîne vivra» . « Avec leurs actions, protestations, manifestations et fêtes réalisées, beaucoup d’organisations de l’ICOR et aussi des organisations de l'ILPS ont fait de ce jour un événement unique de solidarité avec la lutte de libération kurde qui  eut un effet et un rayonnement dépassant largement le cadre de l’ICOR. « Biji berxwedana Afrîne » – Vive la résistance à Afrîne, cet appel fut porté dans les rues et sur les places de rassemblement partout dans le monde. » Cf site internet de l'ICOR

## Travail théorique d'unification

### Séminaire International pour le Centenaire de la Révolution d'Octobre
En octobre 2017, l'ICOR a organisé en Allemagne un séminaire international de trois jours sur les leçons théoriques et pratiques de la révolution d'Octobre, dont on fêtait le centenaire aussi par une soirée culturelle.
Des manifestations tournées vers l'avenir ont été organisées par de fortes délégations de l'ICOR à Saint-Pétersbourg début novembre 2017, pour honorer la Révolution d'Octobre.

## Les Amis de l'ICOR
En dehors de l'ICOR s'organisent des personnes ou des organisations au sein des « Amis de l'ICOR». Ils apportent leur soutien à l'organisation internationale, par la participation aux luttes communes ou encore par la diffusion des idées de l'ICOR. « Peut adhérer à l'association celui qui veut soutenir l'ICOR de façon solidaire et qui reconnaît l'objectif stratégique commun de l'ICOR, de vaincre de manière révolutionnaire le système impérialiste-capitaliste mondial et d'imposer des rapports sociaux socialistes. » Concept „Amis de l'ICOR“ (extrait) ICOR, 18 janvier 2016 

## Organisation et fonctionnement
Les statuts de l'ICOR précisent: « L’organe suprême de l’ICOR est la conférence mondiale des représentant(e)s de tous les partis et les organisations appartenant à l’ICOR. Normalement, la conférence mondiale doit être convoquée une fois tous les trois ans...
La conférence mondiale élit le Comité de Coordination International (International Coordinating Committee - ICC) qui coordonne le travail de l’ICOR entre les conférences mondiales et un vérificateur/une vérificatrice de caisse.  Pour l’adoption des documents fondamentaux, la conférence cherche à prendre ses décisions sur la base de consensus. Des questions idéologiques de principe et des questions politiques fondamentales ne peuvent pas être décidées par un vote. Tout en respectant les divergences idéologico-politiques, il est cependant possible d’aboutir à une décision à la majorité dans des questions de nécessité pratique, au sujet des documents de fondation et après un débat exhaustif. …
En ce qui concerne la prise de décisions et la réalisation de projets communs, chaque organisation membre de l’ICOR est autonome et indépendante. Elle est seule responsable de la réalisation des tâches respectives dans la lutte des classes et la construction du parti révolutionnaire. Elle doit respecter de façon ferme les engagements confirmés. » Statuts de l'ICOR.
La Conférence mondiale élit le Comité International de Coordination (ICC), qui coordonne le travail de l'ICOR sur la base des décisions prises par la Conférence.
De la même manière, les Conférences continentales élisent les Comités continentaux de coordination.